# Thomas Halim Habib
Thomas Halim Habib (Sohag, 6 luglio 1963) è un vescovo cattolico egiziano della Chiesa cattolica copta, dal 3 novembre 2020 eparca di Sohag e dal 30 settembre 2022 visitatore apostolico per i fedeli copti cattolici in Oceania e nei Paesi del Golfo.

## Biografia
Thomas Halim Habib è nato a Sohag il 6 luglio 1953.

### Formazione e ministero sacerdotale
Ha studiato giurisprudenza e poi ha esercitato la professione di avvocato.
Ha compiuto gli studi per il sacerdozio presso la Pontificia università urbaniana come alunno del Pontificio Collegio Urbano dal 1989 al 1994.
Il 27 marzo 1994 è stato ordinato presbitero per l'eparchia di Alessandria dei Copti. Nel 1996 è stato inviato a proseguire gli studi alla Pontificia accademia ecclesiastica a Roma, l'istituto che forma i diplomatici della Santa Sede. Nel 1998 ha conseguito il dottorato in diritto canonico orientale presso il Pontificio istituto orientale. A Roma ha prestato servizio pastorale come responsabile della comunità copta locale.
Il 13 giugno 1998 è entrato nel servizio diplomatico della Santa Sede. In seguito è stato segretario delle rappresentanze pontificie in Honduras dal 1998 al 2000, in Ruanda dal 2000 al 2001, in Kuwait dal 2001 al 2003, in Iran dal 2003 al 2004 e in Iraq dal 2004 al 2007 e consigliere di nunziatura in Libano dal 2007 al 2010, nei Paesi Bassi dal 2010 al 2013, in Algeria dal 2013 al 2014, in Siria dal 2014 al 2019 e a Malta dal 2019 al 2020.

### Ministero episcopale
Nel 2020 il sinodo della Chiesa cattolica copta lo ha eletto eparca di Sohag. Il 3 novembre dello stesso anno la Santa Sede ha pubblicato la nomina. Ha ricevuto l'ordinazione episcopale il 23 gennaio successivo nella cattedrale di Cristo Re a Sohag dal patriarca di Alessandria dei Copti Ibrahim Isaac Isaac, co-consacranti l'eparca di Assiut Kyrillos Kamal William Samaan, l'eparca emerito di Sohag Youssef Aboul El Kher, l'eparca emerito di Ismailia Makarios Tewfik, l'eparca emerito di Minya Kamal Fahim Awad (Boutros) Hanna, l'eparca di Luxor Emmanuel (Khaled Ayad) Bishay, l'eparca di Minya Basilios Fawzy Al-Dabe, il vescovo di curia Hani Nassif Wasef Bakhoum Kiroulos, l'eparca di Ismailia Daniel Lotfy Khella, l'arcivescovo Nicolas Henry Marie Denis Thévenin, nunzio apostolico in Egitto, l'eparca di Abu Qurqas Beshara (Bechara) Goda (Guida Matarana); l'eparca di Giza Toma Adly Zaki, l'eparca del Cairo dei Maroniti Georges Chihane e il vicario apostolico di Alessandria d'Egitto Claudio Lurati.
Dal 30 settembre 2022 è anche visitatore apostolico per i fedeli copti cattolici in Oceania e nei Paesi del Golfo.

## Genealogia episcopale
La genealogia episcopale è:
- Cardinale Scipione Rebiba
- Cardinale Giulio Antonio Santori
- Cardinale Girolamo Bernerio, O.P.
- Arcivescovo Galeazzo Sanvitale
- Cardinale Ludovico Ludovisi
- Cardinale Luigi Caetani
- Cardinale Ulderico Carpegna
- Cardinale Paluzzo Paluzzi Altieri degli Albertoni
- Papa Benedetto XIII
- Papa Benedetto XIV
- Papa Clemente XIII
- Cardinale Marcantonio Colonna
- Cardinale Giacinto Sigismondo Gerdil
- Cardinale Giulio Maria della Somaglia
- Cardinale Carlo Odescalchi, S.I.
- Cardinale Costantino Patrizi Naro
- Cardinale Lucido Maria Parocchi
- Cardinale Alfonso Maria Mistrangelo, Sch.P.
- Arcivescovo Andrea Cassulo
- Patriarca Marco II Khouzam
- Cardinale Stefano I Sidarouss, C.M.
- Cardinale Stefano II Ghattas, C.M.
- Patriarca Ibrahim Isaac Isaac
- Vescovo Thomas Halim Habib